# Mezinárodní rada muzeí
Mezinárodní rada muzeí  (International Council of Museums, zkratka ICOM) je mezinárodní nevládní nezisková organizace – společenství muzeí a muzejních pracovníků. Byla založena v roce 1946 a sídlí v Paříži.
Má status konzultanta UNESCO. ICOM je partnerem organizací jako je Ekonomická a sociální rada OSN, WIPO (Světová organizace duševního dědictví), INTERPOL, WCO (Světová organizace zákazníků). Jednou ze čtrnácti zakládajících zemí bylo i Československo, které v témže roce založilo svůj národní výbor. Nástupci Československého výboru ICOM jsou Český výbor ICOM a Slovenský komitét ICOM.

## Poslání ICOM
ICOM vykonává veřejnou službu v oblasti kultury na mezinárodním poli. Sdružuje muzejní pracovníky s cílem přispívat k jejich profesnímu i morálnímu rozvoji. ICOM spolupracuje na boji proti kupčení s kradenými uměleckými předměty či přírodninami, dále spolupracuje na ochraně světového kulturního dědictví ohroženého přírodními katastrofami nebo lidským jednáním (válečné konflikty apod.). V roce 1986 vypracoval ICOM Etický kodex pro pracovníky muzeí a galerií. Svým členstvím v ICOM se pracovníci zavazují k dodržování tohoto Etického kodexu. V roce 2013 vypracoval ICOM Etický kodex pro přírodovědná muzea, který je vodítkem k tomu jak zacházet s lidskými a zvířecími ostatky v muzejních sbírkách, minerály, horninami apod.

## Organizace ICOM
ICOM zastupuje všechny druhy muzeí – vědy a techniky, umění, archeologie a historie, etnografie, přírodních věd atd., jakož i instituce podobného zaměření, např. zoologické zahrady, akvária, botanické zahrady. V roce 2013 se v ICOM sdružoval kolem 30 000 členů z 20 000 muzeí – individuálních (muzejní pracovníci a spolupracovníci) nebo institucionálních (muzea a příbuzné instituce).
ICOM je organizován na úrovni národní a mezinárodní. Ve 137 státech a oblastech působí 115 národních výborů. Národní výbory zajišťují základní organizaci členů ICOMu. Členové ICOMu mají nadále možnost přihlásit se do mezinárodních výborů. Existuje 31 mezinárodních komisí, 5 regionálních aliancí, 18 přidružených organizací, 7 technických komisí a další pracovní skupiny.
Nejvyššími orgány ICOM jsou poradní sbor, výkonná rada v čele s prezidentem a valné shromáždění. Koordinaci činnosti ICOM zajišťuje sekretariát se sídlem v Paříži.
Představitelé národních i mezinárodních výborů se scházejí jednou v roce na plenárním zasedání v Paříži. Jednou za tři roky se koná valná hromada v některém z členských států (2001 Barcelona, 2004 Soul, Jižní Korea; 2007 Vídeň, Rakousko; 2010 Šanghaj, Čína; 2013 Rio de Janeiro, Brazílie; 2016 Miláno, Itálie; 2019 Kjóto, Japonsko). V roce 2022 se bude generální konference ICOM konat v České republice.
V letech 1971–1977 byl prezidentem ICOM ředitel Moravského muzea v Brně Prof. RNDr. Jan Jelínek, DrSc., který významným způsobem ovlivnil budoucí směřování ICOMu k rozvoji mezinárodních výborů.

### Červené seznamy ICOM (Red Lists)

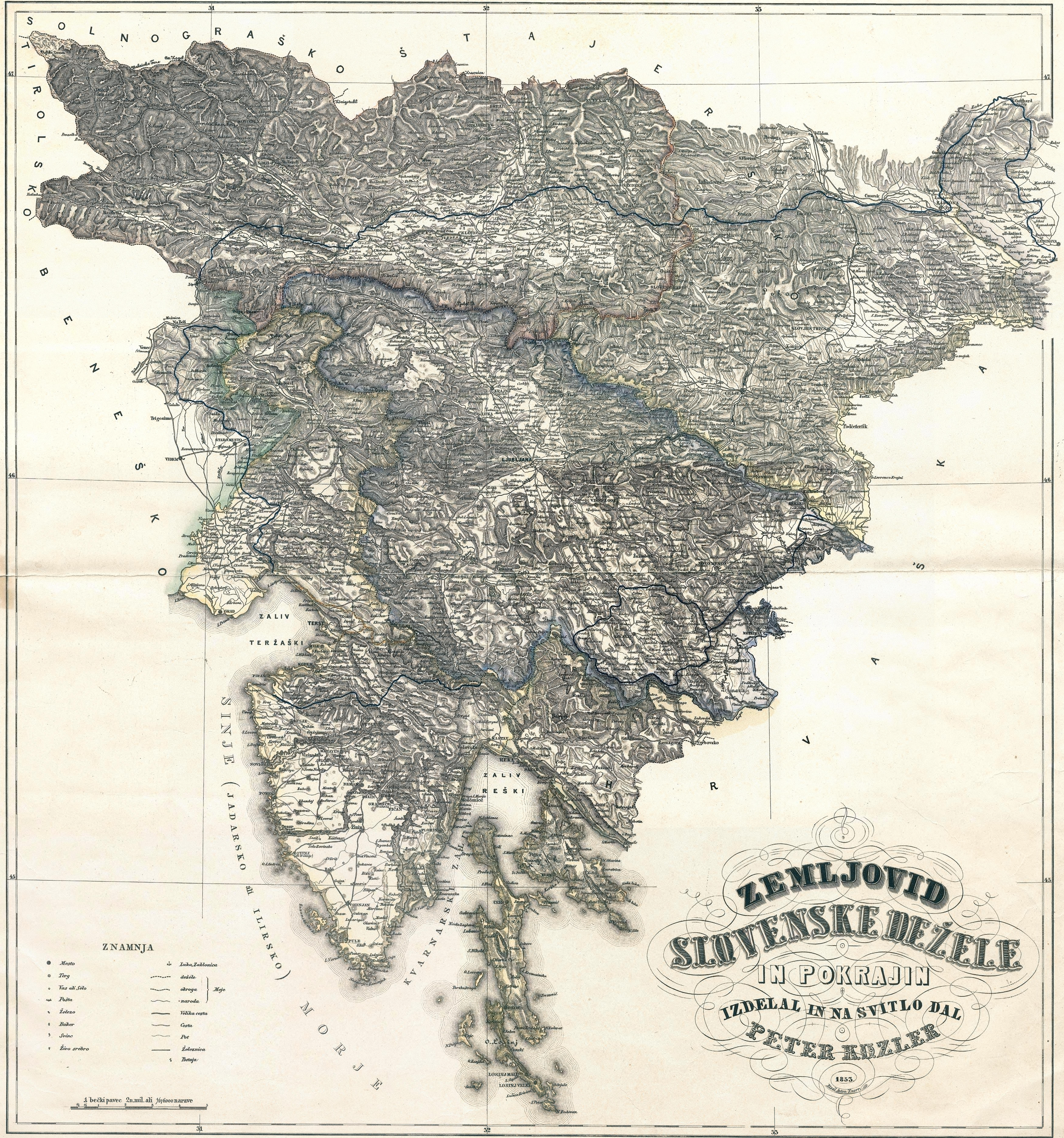
Příklad z Červeného seznamu pro jihovýchodní Evropu, kategorie Psané texty a mapy (Writing and Maps), tzv. Kozlerova mapa

Od roku 2000 zveřejňuje ICOM tzv. červené seznamy (plným názvem Nouzové červené seznamy rizikových kulturních předmětů/Emergency Red Lists of Cultural Objects at Risk), jejichž cílem je napomoci boji proti nezákonnému obchodu s kulturními statky. Seznamy jsou zveřejňovány zejména pro ty oblasti světa, ve kterých jsou kulturní statky nejvíce náchylné stát se obětí krádeží, případně rabování a jejich tvorba patří mezi priority ICOMu. Podpora boje proti nezákonnému obchodu s kulturními statky patří mezi nejvyšší priority ICOM. Červené seznamy ICOM jsou nástroje, které mají pomoci policii a celním úředníkům, odborníkům na kulturní dědictví a obchodníkům s uměním a starožitnostmi identifikovat typy předmětů, které jsou nejvíce náchylné k nezákonnému obchodování.
ICOM již zveřejnil červené seznamy s těmito názvy (stav 2022):
- Archeologické předměty v Africe (Archaeological Objects in Africa)
- Latinská Amerika
- Střední Amerika a Mexiko
- Haiti
- Starožitnosti v Peru (Antiquities in Peru)
- Jemen
- Kolumbie
- Starožitnosti v Kambodži (Antiquities in Cambodia)
- Afghánistánské starožitnosti (Afghanistan antiquities)
- Čína
- Irák (+ aktualizace 2015)
- Libye
- Egypt
- Sýrie
- Dominika
- Peru
- Západní Afrika
- Jihovýchodní Evropa (Southeast European Cultural Objects at Risk)[pozn. 1]

Červené seznamy nejsou seznamy odcizených předmětů, ale nástroje, které identifikují kategorie ohrožených kulturních předmětů. Předměty zobrazené na seznamech jsou inventarizované předměty ve sbírkách uznávaných institucí. Slouží k ilustraci výše uvedených kategorií, které jsou nezákonným obchodem nejzranitelnější. Jsou připravovány s vědeckou spoluprací národních a mezinárodních odborníků a za podpory sponzorů. Jsou publikovány v různých jazycích, podle kontextu každého seznamu. Tyto seznamy mezi jiným přispěly k identifikaci a navrácení tisíců kulturních předmětů z Iráku, Afghánistánu a Mali.

### Databáze Červených seznamů
Efektivní vyhledávání v Seznamech umožňuje databáze, ve které je příklady ohrožených předmětů možné vyhledávat v angličtině, francouzštině a španělštině podle kombinace tří kritérií:
- Materiál (Material)
- Druh předmětu (Type of object)
- Země (Country)

## Definice muzea
"Muzeum je stálá nezisková instituce ve službách společnosti, která odborně zpracovává, sbírá, konzervuje, interpretuje a vystavuje hmotné i nehmotné dědictví. Muzea jsou otevřená veřejnosti, přístupná a inkluzivní. Podporují a rozvíjejí rozmanitost a udržitelnost, fungují a komunikují eticky, profesionálně a za účasti různých komunit. Nabízejí rozličné podněty pro vzdělávání, potěšení, reflexi a sdílení vědomostí.“
Schváleno 24. 8. 2022 na 26. generální konferenci ICOM Praha 2022. 
Definice muzea je základním textem, který vysvětluje pojem muzeum. Spojením pojmu muzea s definicí objasňujeme, o jaký význam slova muzeum se jedná. Samotné slovo muzeum může být totiž používáno v nejrůznějších významových spojeních. Na definici pojmu muzeum, tak jak ji schválila a používá Mezinárodní rada muzeí ICOM (dále jen ICOM), se odkazuje celá řada dokumentů, počínaje mezinárodně platným UNESCO Doporučením na ochranu a podporu muzeí a sbírek, jejich rozmanitosti a jejich úlohy ve společnosti (2015)  až po nejrůznější národní a regionální legislativy po celém světě. 
Vývoj definice muzea:
1946: Slovo „muzeum“ zahrnuje všechny veřejně přístupné sbírky uměleckých, technických, vědeckých, historických nebo archeologických materiálů, včetně zoologických zahrad a botanických zahrad, s výjimkou knihoven, kromě případů, kdy udržují stálé výstavní prostory.
1974: Muzeum je nevýdělečná, stálá instituce ve službách společnosti a jejího rozvoje, otevřená veřejnosti, která získává, uchovává, zkoumá, zprostředkovává a vystavuje pro účely studia, vzdělávání a zábavy hmotné důkazy o člověku a jeho prostředí.
2007: Muzeum je nezisková, permanentně působící instituce ve službách společnosti a jejího rozvoje, otevřená veřejnosti, která získává, uchovává, odborně zpracovává, zprostředkovává a vystavuje hmotné a nehmotné dědictví lidstva a jeho životního prostředí za účelem vzdělávání, studia a potěšení.
2022: schválena nová ICOM definice muzea

## Mezinárodní den muzeí
Muzea jsou významný prostředek kulturní výměny, vzájemného obohacování kultur a rozvoje vzájemného porozumění, spolupráce a míru mezi národy. Jejich význam se od roku 1977 připomíná pravidelně 18. května, který byl ustanoven za Mezinárodní den muzeí.